# Sauvagnas
Sauvagnas är en kommun i departementet Lot-et-Garonne i regionen Nouvelle-Aquitaine i sydvästra Frankrike. Kommunen ligger i kantonen Laroque-Timbaut som tillhör arrondissementet Agen. År 2022 hade Sauvagnas 525 invånare.

## Befolkningsutveckling
Antalet invånare i kommunen Sauvagnas
| Referens: INSEE |